# Unione Sportiva Fiorenzuola 1922 1997-1998
Questa pagina raccoglie le informazioni riguardanti l'Unione Sportiva Fiorenzuola 1922 nelle competizioni ufficiali della stagione 1997-1998.

## Stagione
Nella stagione 1997-1998 il Fiorenzuola disputa il quinto campionato della sua storia in Serie C1.
Dopo la salvezza ottenuta con due giornate di anticipo al termine del campionato precedente, il tecnico Alberto Cavasin viene riconfermato alla guida dei rossoneri.
In campionato il Fiorenzuola viene inserito nel girone A, mentre nella fase a gironi di Coppa Italia Serie C i rossoneri sono inseriti nel girone D insieme a Lumezzane, Mantova, Ospitaletto e Spal, le ultime tre tutte militanti in Serie C2. La prima stagionale si gioca il 17 agosto ed è la prima giornata del girone di Coppa, in questa gara il Fiorenzuola ha la meglio sulla Spal con il punteggio di 2-1 grazie alle reti di Millesi e del neoacquisto Luca Toni.
La prima giornata di campionato si disputa il 31 agosto e vede il Fiorenzuola pareggiare per 1-1 sul campo del Prato. La settimana successiva c'è la prima casalinga dei rossoneri che sono superati per 1-0 dal Cesena.
Nelle giornate successive di Coppa Italia il Fiorenzuola perde con il Mantova e vince con l'Ospitaletto occupando, alla vigilia dell'ultima giornata, la prima posizione a pari punti con i bluarancio. Il 24 settembre i valdardesi sono sconfitti per 4-2 sul campo del Lumezzane, venendo così superati dalla Spal, vincente contro l'Ospitaletto, ed estromessi dalla competizione.
La partenza in campionato non è positiva e, nelle prime cinque giornate, il Fiorenzuola ottiene 4 punti, frutto di altrettanti pareggi. La prima vittoria in campionato arriva alla sesta giornata, il 5 ottobre, con il 2-1 sull'Alessandria con le reti di Terracciano e Millesi. Nelle giornate successive il Fiorenzuola riesce ad evitare nuove sconfitte ottenendo altri quattro pareggi, oltre che una vittoria contro il Modena per 3-1 grazie ad una doppietta di Micciola e a una rete di Millesi. Dopo questa vittoria arrivano, però, tre sconfitte consecutive contro Siena, Cremonese e Lumezzane.
I rossoneri chiudono il girone d'andata fuori dalla zona play-out condividendo il dodicesimo posto con l'Alessandria, a quota 18 punti. Il girone di ritorno inizia con quattro sconfitte consecutive, contro Prato, Cesena, Carrarese e Montevarchi che portano i rossoneri all'ultimo posto in classifica, a pari punti, con la Carrarese. La sconfitta con la Carrarese, il 1º febbraio, è fatale a Cavasin che viene esonerato e sostituito da Antonio Merolla, reduce dall'esperienza sulla panchina della Turris.
L'arrivo di Merolla porta, inizialmente, dei miglioramenti: dopo la sconfitta col Montevarchi arrivano, infatti tre vittorie e due pareggi permettendo ai rossoneri di abbandonare l'ultima posizione lasciandosi alle spalle Carrarese, Carpi e Pistoiese e Prato. Il trend positivo si inverte e arrivano quattro sconfitte di fila che culminano col 3-1 casalingo subito nel derby con la Cremonese dopo il quale, con la squadra terzultima davanti a Pistoiese e Prato, Merolla rassegna le proprie dimissioni, venendo sostituito dalla coppia formata da Paolo Guarnieri e Corrado Porcari. Con la nuova coppia in panchina il Fiorenzuola ottiene due pareggi e una vittoria per 4-1 in casa del Livorno alla penultima giornata. Alla vigilia dell'ultima giornata il Fiorenzuola divide la quindicesima posizione con la Pistoiese a quota 34 punti, uno in più di Prato e Carrarese, due in meno di Alessandria e Como e tre in meno di Saronno e Montevarchi.
Il calendario prevede lo scontro diretto Fiorenzuola-Como: con una vittoria i rossoneri sarebbero sicuri dell'accesso ai play-out e potrebbero sperare nella salvezza diretta in caso di sconfitta dell'Alessandria, impegnato sul campo della Cremonese. La partita vede il Como vincere per 1-0 con una rete di Baldi e salvarsi, mentre il Fiorenzuola retrocede in Serie C2, scavalcato da Prato e Carrarese, vincenti rispettivamente contro Brescello e Lumezzane. Per i rossoneri si tratta della prima retrocessione nei quattordici anni di presidenza di Antonio Villa.

## Organigramma societario
Area direttiva
- Presidente: Antonio Villa
- Vicepresidente: Roberto Bricchi
- Segretario: Angelo Gardella

Area tecnica
- Direttore sportivo: Riccardo Francani
- Allenatore: Alberto Cavasin, poi Luigi Merolla, poi Paolo Guarneri
- Allenatore in seconda: Paolo Guarneri, poi Corrado Porcari

## Rosa[1]
Sono in corsivo i giocatori che hanno lasciato la società durante la stagione.
| N. |                   | Ruolo | Calciatore              |
| -- | ----------------- | ----- | ----------------------- |
|    | Italia (bandiera) | P     | Paolo Fabbri            |
|    | Italia (bandiera) | P     | Alessandro Testaferrata |
|    | Italia (bandiera) | D     | Gianfranco Circati      |
|    | Italia (bandiera) | D     | Augusto Di Muri         |
|    | Italia (bandiera) | D     | Massimiliano Farris     |
|    | Italia (bandiera) | D     | Manuel Milana           |
|    | Italia (bandiera) | D     | Stefano Pioli           |
|    | Italia (bandiera) | D     | Matteo Tiozzo           |
|    | Italia (bandiera) | D     | Roberto Sala            |
|    | Italia (bandiera) | D     | Giuseppe Vecchio        |
|    | Italia (bandiera) | C     | Alec Bolla              |
|    | Italia (bandiera) | C     | Riccardo Bracaloni      |
|    | Italia (bandiera) | C     | Luigi Consonni          |

| N. |                    | Ruolo | Calciatore                     |
| -- | ------------------ | ----- | ------------------------------ |
|    | Francia (bandiera) | C     | Micha Djorkaeff                |
|    | Italia (bandiera)  | C     | Piero Ferraresso               |
|    | Italia (bandiera)  | C     | Federico Lunardon              |
|    | Italia (bandiera)  | C     | Achille Mazzoleni              |
|    | Italia (bandiera)  | C     | Antonio Terracciano (capitano) |
|    | Italia (bandiera)  | C     | Ivano Trotta                   |
|    | Italia (bandiera)  | A     | Federico Lauria                |
|    | Italia (bandiera)  | A     | Francesco Micciola             |
|    | Italia (bandiera)  | A     | Orazio Millesi                 |
|    | Italia (bandiera)  | A     | Enea Parma                     |
|    | Italia (bandiera)  | A     | Maurizio Tacchi                |
|    | Italia (bandiera)  | A     | Luca Toni                      |

## Calciomercato

### Sessione estiva
I giocatori acquistati durante la sessione estiva sono il portiere Testaferrata dall'Olbia, i difensori Di Muri dal Novara, Pioli dalla Pistoiese e Tiozzo dal Porto Viro, i centrocampisti Bolla dalla Fermana che torna per fine prestito, Bracaloni dalla Carrarese, Micha Djorkaeff, fratello di Youri, in prestito dall'Inter, Terracciano dal Brescello e Trotta (in prestito dalla Juventus), gli attaccanti Lauria dalla Massese e Toni in comproprietà dall'Empoli.
Lasciano la provincia di Piacenza i portieri Colombo e Roma che fanno ritorno rispettivamente a Milan e Lazio per fine prestito, i difensori Baronchelli (al Lecce), Binchi (rientrato alla Fiorentina che lo gira poi alla Lodigiani), Gorrini (in prestito al Leffe) e Pecorari che torna alla Juventus per fine prestito. Tra i centrocampisti se ne vanno Coti, alla Triestina, Maenza, che torna al Cesena per fine prestito, Pisciotta, all'Acireale, Savi, al Saronno, Vecchi, al Brescello, e Vigiani che torna alla Fiorentina per fine prestito. Infine l'attaccante Matticari si riavvicina a casa trasferendosi alla Juve Stabia.
| Acquisti | Acquisti                | Acquisti   | Acquisti          |
| R.       | Nome                    | da         | Modalità          |
| -------- | ----------------------- | ---------- | ----------------- |
| P        | Alessandro Testaferrata | Olbia      |                   |
| D        | Augusto Di Muri         | Novara     |                   |
| D        | Stefano Pioli           | Pistoiese  |                   |
| D        | Matteo Tiozzo           | Porto Viro |                   |
| C        | Alec Bolla              | Fermana    | fine prestito     |
| C        | Riccardo Bracaloni      | Carrarese  |                   |
| C        | Micha Djorkaeff         | Inter      | prestito          |
| C        | Antonio Terracciano     | Brescello  |                   |
| C        | Ivano Trotta            | Juventus   | prestito          |
| A        | Federico Lauria         | Massese    |                   |
| A        | Luca Toni               | Empoli     | compartecipazione |

| Cessioni | Cessioni               | Cessioni    | Cessioni      |
| R.       | Nome                   | a           | Modalità      |
| -------- | ---------------------- | ----------- | ------------- |
| P        | Roberto Colombo        | Milan       | fine prestito |
| P        | Flavio Roma            | Lazio       | fine prestito |
| D        | Giuseppe Baronchelli   | Lecce       |               |
| D        | Nicola Binchi          | Fiorentina  | fine prestito |
| D        | Andrea Gorrini         | Leffe       | prestito      |
| D        | Marco Pecorari         | Juventus    | fine prestito |
| C        | Gianluca Coti          | Triestina   |               |
| C        | Vincenzo Maenza        | Cesena      | fine prestito |
| C        | Massimiliano Pisciotta | Acireale    |               |
| C        | Roberto Savi           | Saronno     |               |
| C        | Stefano Vecchi         | Brescello   |               |
| C        | Luca Vigiani           | Fiorentina  | fine prestito |
| A        | Gianni Matticari       | Juve Stabia |               |

### Sessione autunnale-invernale
Nella sessione autunno-invernale arrivano in rossonero i difensori Circati e Vecchio da Cosenza e Avellino, i centrocampisti Lunardon e Mazzoleni da Foggia e Montevarchi e l'attaccante Micciola dall'Avellino.
Lasciano i rossoneri Bracaloni e Trotta, diretti rispettivamente a Spezia e Carrarese, Lauria, ceduto in prestito al Castel San Pietro, Tacchi ceduto al Fano oltreché Djorkaeff che fa ritorno all'Inter senza essere mai sceso in campo nel frattempo.
| Acquisti | Acquisti           | Acquisti    | Acquisti |
| R.       | Nome               | da          | Modalità |
| -------- | ------------------ | ----------- | -------- |
| D        | Gianfranco Circati | Cosenza     |          |
| D        | Giuseppe Vecchio   | Avellino    |          |
| C        | Federico Lunardon  | Foggia      |          |
| C        | Achille Mazzoleni  | Montevarchi |          |
| A        | Francesco Micciola | Avellino    |          |

| Cessioni | Cessioni           | Cessioni          | Cessioni      |
| R.       | Nome               | a                 | Modalità      |
| -------- | ------------------ | ----------------- | ------------- |
| C        | Riccardo Bracaloni | Spezia            |               |
| C        | Micha Djorkaeff    | Inter             | fine prestito |
| C        | Ivano Trotta       | Juventus          | fine prestito |
| A        | Federico Lauria    | Castel San Pietro | prestito      |
| A        | Maurizio Tacchi    | Fano              |               |

## Risultati

### Campionato

#### Girone di andata
| 31 agosto 1997 1ª giornata | Prato | 1 – 1 | Fiorenzuola |  |

| 7 settembre 1997 2ª giornata | Fiorenzuola | 0 – 1 | Cesena |  |

| 14 settembre 1997 3ª giornata | Carrarese | 0 – 0 | Fiorenzuola |  |

| 21 settembre 1997 4ª giornata | Fiorenzuola | 0 – 0 | Montevarchi |  |

| 28 settembre 1997 5ª giornata | Alzano Virescit | 1 – 1 | Fiorenzuola |  |

| 5 ottobre 1997 6ª giornata | Fiorenzuola | 2 – 1 | Alessandria |  |

| 12 ottobre 1997 7ª giornata | Saronno | 0 – 0 | Fiorenzuola |  |

| 19 ottobre 1997 8ª giornata | Fiorenzuola | 0 – 0 | Lecco |  |

| 26 ottobre 1997 9ª giornata | Carpi | 0 – 0 | Fiorenzuola |  |

| 9 novembre 1997 10ª giornata | Fiorenzuola | 1 – 1 | Brescello |  |

| 16 novembre 1997 11ª giornata | Fiorenzuola | 3 – 1 | Modena |  |

| 23 novembre 1997 12ª giornata | Siena | 2 – 1 | Fiorenzuola |  |

| 30 novembre 1997 13ª giornata | Cremonese | 1 – 0 | Fiorenzuola |  |

| 14 dicembre 1997 14ª giornata | Fiorenzuola | 1 – 2 | Lumezzane |  |

| 21 dicembre 1997 15ª giornata | Pistoiese | 0 – 1 | Fiorenzuola |  |

| 28 dicembre 1997 16ª giornata | Fiorenzuola | 2 – 3 | Livorno |  |

| 11 gennaio 1998 17ª giornata | Como | 0 – 0 | Fiorenzuola |  |

#### Girone di ritorno
| 18 gennaio 1998 18ª giornata | Fiorenzuola | 0 – 1 | Prato |  |

| 25 gennaio 1998 19ª giornata | Cesena | 2 – 1 | Fiorenzuola |  |

| 1º febbraio 1998 20ª giornata | Fiorenzuola | 1 – 2 | Carrarese |  |

| 8 febbraio 1998 21ª giornata | Montevarchi | 1 – 0 | Fiorenzuola |  |

| 15 febbraio 1998 22ª giornata | Fiorenzuola | 0 – 0 | Alzano Virescit |  |

| 22 febbraio 1998 23ª giornata | Alessandria | 1 – 2 | Fiorenzuola |  |

| 1º marzo 1998 24ª giornata | Fiorenzuola | 1 – 0 | Saronno |  |

| 8 marzo 1998 25ª giornata | Lecco | 1 – 1 | Fiorenzuola |  |

| 15 marzo 1998 26ª giornata | Fiorenzuola | 2 – 1 | Carpi |  |

| 22 marzo 1998 27ª giornata | Brescello | 3 – 1 | Fiorenzuola |  |

| 5 aprile 1998 28ª giornata | Modena | 1 – 0 | Fiorenzuola |  |

| 11 aprile 1998 29ª giornata | Fiorenzuola | 0 – 1 | Siena |  |

| 19 aprile 1998 30ª giornata | Fiorenzuola | 1 – 3 | Cremonese |  |

| 26 aprile 1998 31ª giornata | Lumezzane | 1 – 1 | Fiorenzuola |  |

| 3 maggio 1998 32ª giornata | Fiorenzuola | 1 – 1 | Pistoiese |  |

| 10 maggio 1998 33ª giornata | Livorno | 1 – 4 | Fiorenzuola |  |

| 17 maggio 1998 34ª giornata | Fiorenzuola | 0 – 1 | Como |  |

## Statistiche

### Statistiche di squadra
| Competizione         | Punti | Totale | Totale | Totale | Totale | Totale | Totale | DR |
| Competizione         | Punti | G      | V      | N      | P      | Gf     | Gs     | DR |
| -------------------- | ----- | ------ | ------ | ------ | ------ | ------ | ------ | -- |
| Serie C1             | 34    | 34     | 7      | 13     | 14     | 29     | 35     | -6 |
| Coppa Italia Serie C | 6     | 4      | 2      | 0      | 2      | 8      | 9      | -1 |
| Totale               |       | 38     | 9      | 13     | 16     | 37     | 44     | -7 |

### Statistiche dei giocatori[1]
| Giocatore      | Serie C1 | Serie C1 | Coppa Italia Serie C | Coppa Italia Serie C | Totale   | Totale |
| Giocatore      | Presenze | Reti     | Presenze             | Reti                 | Presenze | Reti   |
| -------------- | -------- | -------- | -------------------- | -------------------- | -------- | ------ |
| A. Bolla       | 28       | 0        | ?                    | 0                    | 28+      | 0      |
| R. Bracaloni   | 1        | 0        | ?                    | 0                    | 1+       | 0      |
| G. Circati     | 14       | 0        | -                    | -                    | 14       | 0      |
| L. Consonni    | 16       | 0        | ?                    | 0                    | 16+      | 0      |
| A. Di Muri     | 33       | 2        | ?                    | 0                    | 33+      | 2      |
| P. Fabbri      | 34       | -35      | ?                    | -?                   | 34+      | -35+   |
| M. Farris      | 30       | 1        | ?                    | 0                    | 30+      | 1      |
| P. Ferraresso  | 31       | 1        | ?                    | 2                    | 31+      | 3      |
| F. Lauria      | 4        | 0        | ?                    | 1                    | 4+       | 1      |
| F. Lunardon    | 24       | 4        | -                    | -                    | 24       | 4      |
| A. Mazzoleni   | 28       | 1        | ?                    | 0                    | 28+      | 1      |
| F. Micciola    | 22       | 10       | -                    | -                    | 22       | 10     |
| M. Milana      | 25       | 1        | ?                    | 0                    | 25+      | 1      |
| O. Millesi     | 29       | 4        | ?                    | 1                    | 29+      | 5      |
| E. Parma       | 2        | 0        | ?                    | 0                    | 2+       | 0      |
| S. Pioli       | 21       | 0        | ?                    | 1                    | 21+      | 1      |
| R. Sala        | 33       | 0        | ?                    | 0                    | 33+      | 0      |
| A. Terracciano | 27       | 2        | ?                    | 1                    | 27+      | 3      |
| M. Tiozzo      | 2        | 0        | ?                    | 0                    | 2+       | 0      |
| L. Toni        | 26       | 2        | 4                    | 2                    | 30       | 4      |
| I. Trotta      | 6        | 0        | ?                    | 0                    | 6+       | 0      |
| G. Vecchio     | 25       | 0        | ?                    | 0                    | 25+      | 0      |